# Paracolletes cygni
Paracolletes cygni är en biart som först beskrevs av Cockerell 1904.  Paracolletes cygni ingår i släktet Paracolletes och familjen korttungebin. Inga underarter finns listade i Catalogue of Life.